# Штейнс, Карл Августович
Карл Августович Штейнс (Карлис Штейнс) (латыш. Kārlis Šteins; 13 октября 1911, Казань — 4 апреля 1983) — латвийский и советский астроном, профессор Латвийского университета, доктор физико-математических наук. Заслуженный деятель науки Латвийской ССР. Член Астрономического совета Академии наук СССР.
В 1934 году окончил Латвийский университет и был оставлен на кафедре теоретической астрономии для подготовки к научной деятельности. В 1935—1936 и в 1938 году стажировался в Краковской обсерватории. В 1937 году проходил практику в Копенгагенской обсерватории. 
С 1944 года работал в Латвийском университете, в 1949—1951 — заведующий кафедрой астрономии, в 1951—1959 — зав. службой времени, с 1959 года — директор обсерватории, с 1966 года — профессор Латвийского университета. 
В 1958 году стал членом Международного астрономического союза (IAU). С 1967 года — член Астрономического совета Академии наук СССР. В 1963 году в Главной астрономической обсерватории СССР (Пулково) защитил докторскую диссертацию «Эволюция орбит комет».
Опубликовал около 120 научных работ. Научные работы посвящены кометной космогонии, проблеме вращения Земли, астрономическому приборостроению. Являлся сторонником гипотезы захвата комет. Первым установил, что дезинтеграция и диффузия комет зависят от перигельного расстояния и наклона плоскости орбиты. Открыл ряд новых статистических закономерностей, известных сейчас как законы диффузии комет. По инициативе Штейнса в службе времени обсерватории Латвийского университета (одной из первых) был внедрён фотоэлектрический метод регистрации звёздных прохождений.
В честь Карла Штейнса названы диффузионные законы комет и астероид (2867) Штейнс (1986 год).